# فهرست سرآب‌های استان کرمانشاه

## سراب‌ها
- سراب گاروانی
- سرآب نیلوفر
- سرآب طاق‌بستان
- سرآب بیستون
- سرآب یاوری
- سراب هولی (پاوه)
- سرآب جابری
- سرآب هشیلان
- سرآب صحنه
- سرآب قره‌بلاغ
- سرآب قنبر
- سرآب خضر زنده
- سرآب خضر الیاس
- سرآب روانسر
- سرآب سنقر
- سرآب هرسم
- سرآب هرسین
- سرآب کرند
- سرآب گرم (سرپل ذهاب)
- سرآب چهر
- سرآب برناج
- سرآب نژی‌وران
- سرآب قره‌دانه (کوزران)
- سرآب سبزعلی
- سرآب میله‌سر
- سرآب مامیشان
- سرآب مورت